# Терехівська сільська рада (Чернігівський район)
Те́рехівська сільська́ ра́да — орган місцевого самоврядування у Чернігівському районі Чернігівської області. Адміністративний центр — село Терехівка.

## Загальні відомості
Терехівська сільська рада утворена в 1919 році.
- Територія ради: 52,329 км²
- Населення ради: 1094 особи (станом на 2001 рік)

## Населені пункти
Сільській раді підпорядковані населені пункти:
- с. Терехівка
- с. Малинівка
- с. Стаси
- с. Товстоліс

## Склад ради
Рада складається з 12 депутатів та голови.
- Голова ради: Білоус Микола Андрійович
- Секретар ради: Матюха Світлана Василівна

### Керівний склад попередніх скликань
| ПІБ                      | Основні відомості                                                         | Дата обрання | Дата звільнення |
| ------------------------ | ------------------------------------------------------------------------- | ------------ | --------------- |
| Білоус Микола Андрійович | Сільський голова, 1965 року народження, член Народної партії              | 26.03.2006   | 31.10.2010      |
| Білоус Микола Андрійович | Сільський голова, 1964 року народження, освіта вища, член Народної партії | 31.10.2010   |                 |

Примітка: таблиця складена за даними джерела

### Депутати
За результатами місцевих виборів 2010 року депутатами ради стали:

#### За суб'єктами висування
| Суб'єкт висування | Кількість обраних депутатів | %  |
| ----------------- | --------------------------- | -- |
| Партія регіонів   | 6                           | 50 |
| Народна партія    | 3                           | 25 |
| Самовисування     | 3                           | 25 |

#### За округами
| № округу        | Прізвище, ім'я, по батькові    | Дата визнання обраним | Освіта  | Партійна приналежність | Відомості про обраного депутата                      |
| --------------- | ------------------------------ | --------------------- | ------- | ---------------------- | ---------------------------------------------------- |
| Народна Партія  |                                |                       |         |                        |                                                      |
| 1               | Матюха Світлана Василівна      | 03.11.2010            | вища    | позапартійна           | Терехівська сільрада, секретар                       |
| 5               | Полевод Анатолій Миколайович   | 03.11.2010            | середня | член Народної партії   | Чернігівський держлісгосп, лісник                    |
| 8               | Музичук Володимир Іванович     | 03.11.2010            | вища    | позапартійний          | ТОВ "АФ"Товстоліс", зав.майстернями                  |
| Партія регіонів |                                |                       |         |                        |                                                      |
| 3               | Ларіненко Тетяна Володимирівна | 03.11.2010            | середня | член Партії регіонів   | тимчасово не працює                                  |
| 4               | Лавриненко Сергій Григорович   | 03.11.2010            | середня | член Партії регіонів   | тимчасово не працює                                  |
| 6               | Стецюн Олександр Федосійович   | 03.11.2010            | середня | член Партії регіонів   | пенсіонер                                            |
| 9               | Лозовський Ігор Володимирович  | 03.11.2010            | вища    | член Партії регіонів   | фермерське господарство «Альона», голова             |
| 10              | Білоус Тетяна Іванівна         | 03.11.2010            | середня | член Партії регіонів   | Терехівський БК, директор                            |
| 11              | Науменко Лариса Сергіївна      | 03.11.2010            | середня | член Партії регіонів   | ТОВ "АФ"Товстоліс, зав.їдальнею                      |
| Самовисування   |                                |                       |         |                        |                                                      |
| 2               | Лісова Раїса Федорівна         | 03.11.2010            | вища    | позапартійна           | Малинівська загальноосвітня школа І-ІІ ст., директор |
| 7               | Шурубенко Ольга Михайлівна     | 03.11.2010            | вища    | позапартійна           | Халявинська загальноосвітня школа І-ІІІ ст., вчитель |
| 12              | Науменко Ірина Володимирівна   | 03.11.2010            | вища    | позапартійна           | Відділ освіти ЧРДА, методист                         |